# 크로스파이트 비드맨
크로스파이트 비드맨 (원제:크로스파이트 비다맨(일본어: クロスファイト ビーダマン))은 2011년에 다카라 토미에서 만들어진 일본 애니메이션이다.

## 비드맨
- CB-01 액셀 드라시안(アクセル=ドラシアン) → CB-72 라이징 드라시안(ライジング=ドラシアン) (파워 타입) (강미르(龍々崎カケル)(주인공)의 비드맨) (버전업 파츠(라이징 드라시안): CB-73 매그넘 암(マグナムアーム), 구극 레그(究極レッグ) (완구 미출시)) (첫등장: 1기)
- CB-02 원사이드 샤크(ワンサイド=シャークス) (연사 타입) (카이트(鮫島カイト)의 비드맨) (첫등장: 1기)
- CB-06 스티어 이글(ステア=イグル) → CB-59+CB-60 아크로스 이글(アクロス＝イグル) (컨트롤 타입) (채공명(鷲村ユキヒデ)의 비드맨) (첫등장: 1기)
- CB-08 리브 드라비스(レブ=ドラヴァイス) → CB-51 소닉 드라비스(ソニック=ドラヴァイス) (연사 타입) (고요한(白銀スバル)의 비드맨) (첫등장: 1기)
- CB-12 토크 베어(トルク=ベアーガ) (파워 타입) (고대웅(月輪ゴウイチロウ)의 비드맨) (첫등장: 1기)
- CB-14 롤 스콜피온(ロール=サソード) → CB-70+CB-71 마하 스콜피온(マッハ=サソード) (연사 타입) (슈몬(蠍宮シュモン)의 비드맨) (첫등장: 1기)
- 원사이드 래빗(ワンサイド=ラビット) (연사 타입) (나미(稲葉ナツミ)의 비드맨) (첫등장: 1기) (완구 미출시)
- 스티어 스왈로(ステア=スワロー) (컨트롤 타입) (천루리(天宝院ルリ)의 비드맨) (첫등장: 1기) (완구 미출시)
- CB-15 스트로크 코브라(ストローク=オロチ) (컨트롤 타입) (레이저(巻レイジ)의 비드맨) (첫등장: 1기)
- CB-24 스핀 라이온(スピン=レオージャ) → CB-79+CB-80 제트 라이온(ジェット=レオージャ) (파워 타입) (레오(来堂オウガ)의 비드맨) (첫등장: 1기)
- CB-26 포스 드라그렌(フォース=ドラグレン) → CB-76 어썰트 드라그렌(アサルト=ドラグレン) (컨트롤 타입) (카인(焔ナオヤ)의 비드맨) (첫등장: 1기)
- CB-32 라운드 타이거(ラウンド=タイガル) (연사X컨트롤 타입) (호야(渡ダイキ)의 비드맨) (첫등장: 1기)
- CB-35 트윈 드라제로스(ツイン=ドラゼロス) → CB-66 스트림 드라제로스(ストリーム=ドラゼロス) (스폐셜 타입) (바사라(黒渕バサラ)의 비드맨) (첫등장: 1기)
- CB-38 트리프트 피콕(ドリフト=ジャッカー) (스폐셜 타입) (오스칼(神扇アスカ)의 비드맨) (첫등장: 1기)
- CB-41 버스트 바이슨(バースト=バイソン) (파워 타입) (와일드 쿤(荒野グン)의 비드맨) (첫등장: 1기)
- CB-43 스매시 드라골드(スマッシュ=ドラゴルド) (스폐셜 타입) (황유지(皇リュウジ)의 비드맨) (1기의 최종보스)
- CB-47 로딩 다일스(ローディング=ダイルス) (연사 타입) (알바 코코두로(アルバ・ココドゥロ)의 비드맨) (첫등장: 1기)
- CB-50 드라이브 가루번(ドライブ=ガルバーン) (파워X연사 타입) (주강민(御代カモン)의 비드맨) (버전업 파츠: CB-58 캐넌 암(キャノンアーム), CB-69 블래스트 암(ブラストアーム), CB-83 얼티밋 암&얼티밋 메일(アルティメットアーム&アルティメットメイル)) (첫등장: 2기)
- CB-52 슬롯 비들(スロット=ビードル) (컨트롤 타입) (한이빈(蜂須賀ミツル)의 비드맨) (첫등장: 2기)
- CB-57 건락 울그(ガンロック=ヴォルグ) (파워 타입) (독고준영(拝カゲロウ)의 비드맨) (첫등장: 2기)
- CB-61 크라이스 레이드라(クライス=レイドラ) (컨트롤 타입) (백후겸(不知火ビャクガ)의 비드맨) (버전업 파츠: CB-62 버스터 레그(バスターレッグ)) (첫등장: 2기)
- CB-00 스파이크 피닉스(スパイク=フェニックス) (파워 타입) (파이팅 피닉스(수퍼 구슬탄)의 크로스파이트 버전) (첫등장: 2기)
- CB-78 게틀링 데스쉘(ガトリング=デスシエル) (연사 타입) (현우진(闇黒寺ゲンタ)의 비드맨) (버전업 파츠: CB-77 대시 스태빌라이저(ダッシュスタビライザー)) (첫등장: 2기)
- 다이나 트리플레스(ダイナ=トリプレス) (파워 타입) (류도훈(角突リュウドウ)의 비드맨) (첫등장: 2기) (완구 미출시)
- CB-82 트리플 길루전(トリプル=ギルシオン) (스폐셜 타입) (주시우(御代リョーマ)(주강민의 형제)의 비드맨) (2기의 최종보스)